# Résolution 2068 du Conseil de sécurité des Nations unies
Membres permanents
- Chine
- États-Unis
- France
- Royaume-Uni
- Russie

Membres non permanents
- Afrique du Sud
- Allemagne
- Azerbaïdjan
- Colombie
- Guatemala
- Inde
- Maroc
- Pakistan
- Portugal
- Togo

Résolution no 2067 Résolution no 2069
La résolution 2068 est une résolution du Conseil de sécurité de l'ONU qui a été votée le 19 septembre 2012 concernant les enfants et les conflits armés et qui :
- accueille avec satisfaction la nomination d'une représentante spéciale auprès du secrétaire général,
- condamne le recrutement et l'emploi des enfants dans les conflits armés ainsi que les sévices qu'ils subissent lors des conflits,
- constate que certaines parties ne renoncent pas à ces pratiques malgré les résolutions prises à ce sujet et demande aux états membres de condamner les auteurs de telles pratiques,
- invite la représentante spéciale à faire un rapport sur le sujet,
- demande au groupe de travail constitué à cet effet de proposer, dans le délai d'un an, un large éventail de mesures destinées à lutter contre ce fléau,
- prie le secrétaire général à lui présenter annuellement un rapport sur le sujet,
- décide de rester saisi de cette question.

## Texte
- Résolution 2068 Sur fr.wikisource.org
- Résolution 2068 Sur en.wikisource.org